# Nina Morato
Nina Morato (* 2. März 1966 in Paris; eigentlich Stéphanie Morato) ist eine französische Liedermacherin.

## Künstlerischer Werdegang
Nach mehreren Singles die sie unter den Namen Stéphanie und Stéphanie de Malakoff veröffentlichte, erschien 1993 Maman, ihre erste Single, bei der sie ihren jetzigen Künstlernamen verwendete. Maman wurde ebenso wie das noch im gleichen Jahr nachgereichte Album Je suis la mieux ein Erfolg.
Auf diesem Album spielte der damals noch junge Liedermacher Matthieu Chedid (besser bekannt unter dem Namen „-M-“) die Gitarrenparts und begleitete sie auch auf ihrer Tournee. Im darauf folgenden Jahr 1994 wurde Morato für das Album Je suis la mieux der Preis Victoires de la Musique in der Kategorie Beste weibliche Neuentdeckung im Bereich Popmusik (Révélation variétés féminine de l'année) verliehen. Im gleichen Jahr vertrat sie Frankreich beim Eurovision Song Contest 1994 in Dublin (Irland) mit dem Song Je suis un vrai garçon, den sie zusammen mit Bruno Maman geschrieben hatte. Sie erreichte Platz 7.
Ebenfalls 1994 nahm sie den Song La complainte de Sally für die französische Version von Tim Burtons Animationsfilm Nightmare Before Christmas auf und spielte die Rolle der Marie in Christian Vincents Beziehungsdrama Trennung (La Séparation) mit Isabelle Huppert.
Ihr zweites Album L'allumeuse folgte 1996.
Nach einer künstlerischen Pause veröffentlichte sie 1999 das Album Moderato. Das Album stellt im Vergleich zu ihren früheren Werken eine künstlerische Weiterentwicklung dar, ist ernster und besitzt eine größere Ausstrahlung als ihre bisherigen Arbeiten, und wird allgemein als ihr schönstes Album angesehen.
Nach vereinzelten Auftritten bei Konzerten anderer Künstler (unter anderem Raphaël Haroche und Arthur H) trat sie am 28. März 2006 bei einem Auftritt zusammen mit den Künstlern Tanger, Arthur H, Adanowsky, Albin de la Simone, Camille Bazbaz, Julien Cottereau und Antonin Maurel wieder ins Licht der Öffentlichkeit.
2007 las Nina im Théâtre Michel in Paris das Stück Die Vagina-Monologe von Eve Ensler.
Ihr viertes Album Nina Morato mit der Single Fanfaron veröffentlichte sie 2016.

## Privates
Mit knapp 20 Jahren lernte Nina Morato den französischen Sänger David Christie bei Dreharbeiten zu einem Videoclip kennen. Sie heirateten und hatten eine Tochter, die im Februar 1997 mit 11 Jahren verstarb, worauf sich Christie kurz darauf das Leben nahm. Nina Morato lebte zu diesem Zeitpunkt schon getrennt vom deutlich älteren Christie und hatte ihre eigene Karriere begonnen.

## Diskografie
Alben
- 1983: Je suis la mieux
- 1996: L'allumeuse
- 1999: Moderato
- 2016: Nina Morato[2]